# Xanthopimpla amplamaculosa
Xanthopimpla amplamaculosa (лат.) — вид перепончатокрылых наездников-ихневмонид рода Xanthopimpla из подсемейства Pimplinae (Ichneumonidae). 

## Распространение
Вьетнам (Cuc Phuong NP, Ninh Binh Province и Ngoc Thanh commune, Phuc Yen, Vinh Phuc Province).

## Описание
Среднего размера перепончатокрылые насекомые. Основная окраска жёлтая с небольшими чёрными пятнами. Длина тела 10 мм, переднего крыла 9 мм. Среднеспинка посередине с тремя продольными отдельными чёрными пятнами; щитик выпуклый, латеральный киль щитика высокий, медиально примерно в 0,5 раза больше ширины первого жгутика, area superomedia замкнутая, его длина в 0,65 раза больше ширины; 4-5-й тергиты густо и грубо пунктированы, ножны яйцеклада в 0,65 раза длиннее задних голеней; нижняя створка яйцеклада с шестью поперечными вершинными гребнями.
Лимонно-желтый; усики темно-коричневые, скапус и педицель снизу жёлтые; глазковая область чёрная; задний скат темени с чёрным полем, медиально соединяющимся с чёрным полем на затылке; среднеспинка с тремя продольными чёрными пятнами медиально и черным пятном впереди щитика; тегула сзади прозрачная; проподеум с чёрным пятном в первом латеральном поле; задний вертлуг отмечен чёрным, задняя поверхность задних бёдер с коричневым пятном; базальные 0,2 задних голеней и вершина пятого членика лапки чёрные; крылья прозрачные, птеростигма и жилки темно-коричневые, кроме базальных 0,7 рёбер желтоватые; тергиты 1-6 с двумя чёрными пятнами, тергит 7 с чёрной перевязью; яйцеклад темно-коричневый; яйцеклад чёрный. Предположительно, как и близкие виды паразитирует на гусеницах и куколках бабочек (Lepidoptera). Вид был впервые описан в 2011 году энтомологами из Вьетнама (Nhi Thi Pham; Institute of Ecology and Biological Resources, 18 Hoang Quoc Viet, Ханой, Вьетнам), Великобритании (Gavin R. Broad; Department of Entomology, Natural History Museum, Лондон, Великобритания), Японии (Rikio Matsumoto; Osaka Museum of Natural History, Осака, Япония) и Германии (Wolfgang J. Wägele; Zoological Reasearch Museum Alexander Koenig, Бонн, Германия). Xanthopimpla amplamaculosa сходен с видом Xanthopimpla exigua Krieger отличаясь своим цветовым рисунком, прямым яйцекладом, не загнутым на конце, и более короткими ножнами яйцеклада (0,65x задней голени против 0,75-0,95x).